# PALS

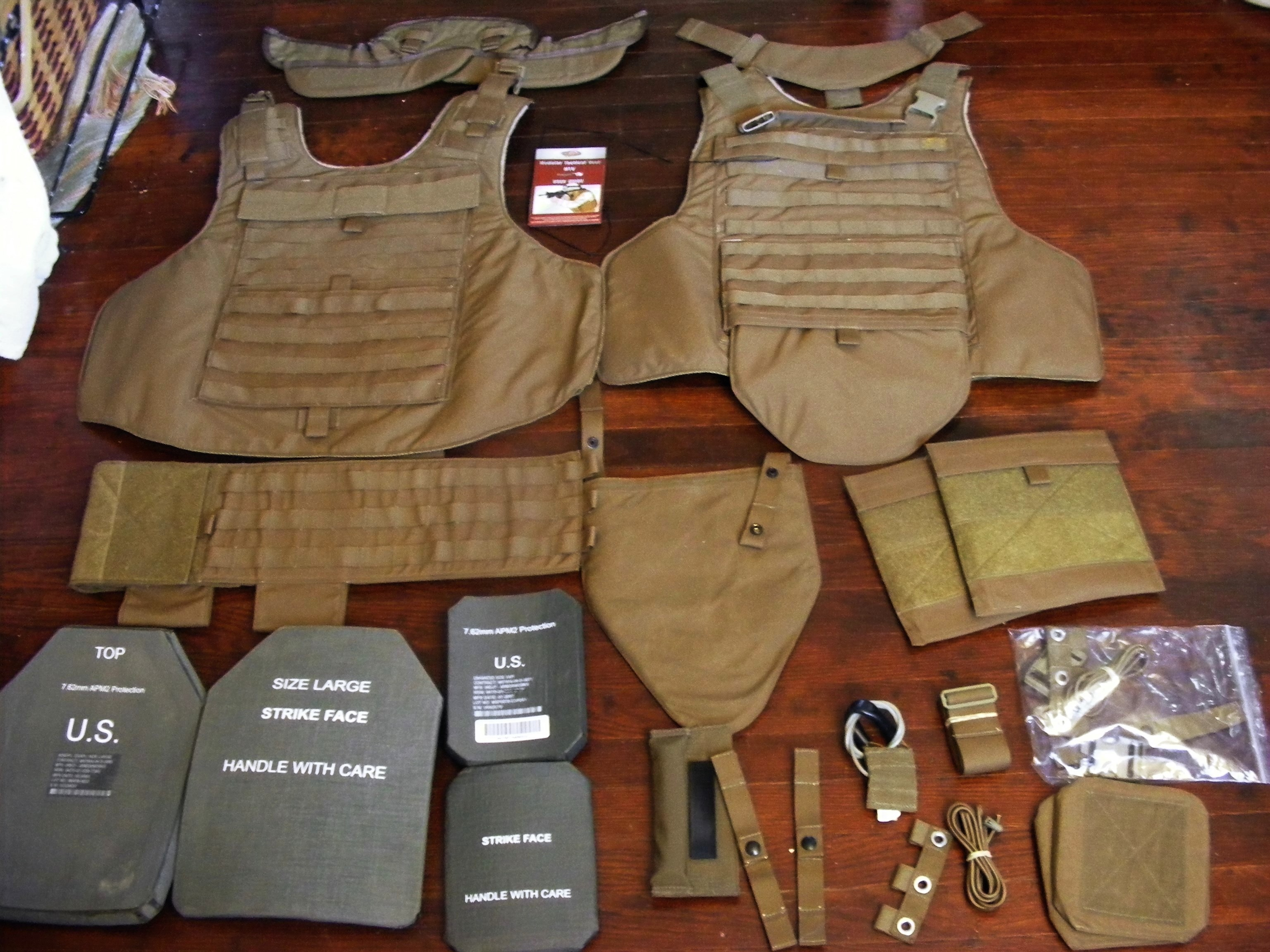
Система PALS на бронежилеті

PALS (англ. Pouch Attachment Ladder System — Система кріплення підсумків драбинного типу) — система кріплень для спорядження та рюкзаків, що має вигляд сітки із строп (драбини), винайдена та запатентована Дослідницьким центром розробок та інженерії солдатів армії США у Натіку.
Вперше була використаний на рюкзаках MOLLE, але тепер зустрічається на різноманітному тактичному спорядженні, такому як бронежилет США Interceptor, рюкзак USMC та модульний тактичний жилет.
Використовується для кріплення таких предметів, як підсумки,  аптечки, турнікети, кобури, підсумки для журналів, підсумки для рації, ножі та іншого спорядження. В продажі є широкий вибір різноманітних підсумків, що дозволяє солдатам налаштовувати свій комплект.
Також існують інші способи кріплення, включаючи затискач Alice, застібку Natick та м'які переплетені стропи. Систему PALS почали використовувати збройні сили інших країн, наприклад, Британська Армія, яка використовує її на бронежилетах Osprey.
PALS складається зі строп, пришитих до несучого обладнання, та відповідних строп та затискачів на обладнанні, що кріпиться. Стропи/затискачі переплітаються між стропами несучої платформою та стропами обладнання, що кріпиться, вкінці застібаються або фіксуються підгином стропи, забезпечуючи надійну посадку, яку потім можна від'єднати при потребі. Нові типи системи кріплення PALS вирізаються лазером із цільної тканини, а не стропи пришиті до тканини. Це часто зустрічається на новому тактичному спорядженні, від рюкзаків до бронежилетів. Відстань між посадковими пазами нового кріплення є стандартною, тому вирізані лазером кріплення, на 100 % сумісні із підсумками старшого покоління.

## Технічні характеристики

Схема PALS

Сітка PALS складається з горизонтальних рядів нейлонових строп шириною 25 мм (1 дюйм), відстань між стропами 25 мм один від одного. Кожна стропа по всій своїй довжині пришита до основи з однаковим інтервалом 38 мм (1,5 дюйма). Хоча специфікація передбачає, що шви повинні бути розташовані на відстані 38 мм (1,5 дюйма) один від одного, на практиці вважається прийнятним зшивання в діапазоні 35–40 мм (1,4–1,6 дюйма).
Новіші моделі кріплення виробляються з різних видів тканин, вирізаних лазером, найчастіше з нейлону кордура 1000D (деякі постачальники використовують 500D — 600D). Переваги, які часто наводяться для лазерної різання одинарних деталей, — це значна економія ваги, особливо на плитоносках та предметах з великою площею, також є зменшення об'єму. Інше міркування полягає в тому, що тканини можна виготовляти з новими популярними малюнками/візерунками без потреби використовувати лямки сумісних відтінків, враховуючи вигляд спорядження у прилад нічного бачення. Багато з цих спеціалізованих малюнків також доступні у формах з NIR-обробкою для оптимального маскування при спостереженні через прилади нічного бачення.

### Відео
- Як пришити стропи системи PALS MOLLE
- Proper PALS MOLLE Gear Attachment